# Utrine
Utrine (cyr. Утрине) – wieś w Serbii, w Wojwodinie, w okręgu północnobanackim, w gminie Ada. W 2011 roku liczyła 906 mieszkańców.